# Pataruman (Cihampelas)
Pataruman is een bestuurslaag in het regentschap Bandung Barat van de provincie West-Java, Indonesië. Pataruman telt 12.392 inwoners (volkstelling 2010).